# Волкан Пала
Волкан Пала (тур. Volkan Pala; нар. 24 лютого 1997, Бакиркей, Туреччина) — турецький футболіст, нападник.

## Клубна кар'єра
У 10-річному віці перебрався до дитячо-юнацької академії стамбульського «Галатасарая». Напередодні старту сезону 2015/16 років переведений до першої команди, дебютував у складі професіональної команди 12 січня 2016 року в кубковому матчі проти «Каршияка». У Суперлізі дебютував 2 квітня 2016 року проти «Ескішехірспора». Нападник вийшов на поле 78-й хвилині, замінивши Білала Кису..
У сезонах 2016/17 та 2017/18 роках Пала виступав в оренді за «Чайкур Різеспор», «Інегелспор», «Ван ББ» та «Анкара Адлієспор». 31 травня 2018 року контракт з «Галататасараєм» завешився й стамбульський клуб вирішив не продовжувати угоду. У 2019 році повернувся до «Атвін Гопаспор».

## Кар'єра в збірній
Виступав за юнацькі збірні Туреччини різних вікових категорій.

## Досягнення
«Галатасарай»
- Кубок Туреччини
  -  Володар (1): 2015/16